# Punta di Galisia
Punta di Galisia – szczyt w Alpach Graickich, części Alp Zachodnich. Leży na granicy między Włochami (region Dolina Aosty i Piemont) a Francją (region Owernia-Rodan-Alpy). Należy do Grupy Grande Sassière i Rutor. Szczyt można zdobyć ze schroniska Rifugio Gian Federico Benevolo (2285 m) lub Rifugio Pian della Ballotta (2470 m). 